# Wiazowka (rejon bazarno-karabułacki)
Wiazowka (ros. Вязовка) – wieś (sieło) w Rosji, w obwodzie saratowskim, w rejonie bazarno-karabułackim. W 2010 liczyła 1029 mieszkańców.

## Urodzeni
- Pawieł Blinow – radziecki lotnik wojskowy.